# Kvalitetssäkring
Kvalitetssäkring innebär att ett systematiskt kvalitetsarbete bedrivs som säkrar kvaliteten på de objekt som kvalitetssäkras. 
Med kvalitetssäkring menas i grund och botten att en organisation har tagit fram, dokumenterat och följer processer för sitt arbete samt tagit fram och använder olika verktyg till stöd i detta arbete. 
Kvalitetssäkring av en organisation kan certifieras enligt standarder som till exempel ISO 9001 och ISO/TS16949. Organisationen vänder sig till ett certifieringsorgan för att få sitt ledningssystem kontrollerat och certifierat enligt någon ISO-standard. Som bevis på att organisationen uppfyller de krav som standarden sätter, blir organisationen certifierat av ett oberoende certifieringsorgan.
I vissa branscher, till exempel sjukvård och omsorg, finns andra ledningssystem och metoder för kvalitetssäkring som är mer anpassade för det typen verksamhet. Inom vården används i stor utsträckning Kvalprak från privatläkarföreningen eller "Kvalitet i vården - KiV" även detta från privatläkarföreningen. På större sjukhus används QUL som SKL, Sveriges kommuner och landsting står bakom.